# 山本洋祐
山本 洋祐（やまもと ようすけ、1960年6月22日 - ）は、日本の柔道家。
1987年の第15回世界選手権大会金メダリスト、1988年のソウル五輪銅メダリストで、現在は日本体育大学スポーツ文化学部武道教育学科の教授を務める。

## 経歴
熊本県飽託郡天明町（現・熊本市南区）出身。小学校5年生の時に兄の影響で柔道を始め、町立天明中学校入学後に本格的に稽古に打ち込んだ。
県立宇土高校へ進学し、3年生の時に開催された1978年12月の全日本新人体重別選手権大会に出場すると、得意技の左背負投を武器に日本体育大学の長尾文男に次ぐ準優勝という好成績を残した。
1979年の春に日本体育大学に入学すると直後の講道館杯で3位となり、同年11月の全日本新人体重別選手権大会では決勝戦で筑波大学の阿部雄二を降すなどして優勝を果たした。大学2年次の全日本学生選手権大会では東北学院大学の山本孝芳らを降してこの大会を制し、学生王者になった直後の世界学生選手権大会で軽軽量級の日本代表選手に選ばれた。しかし大会の準々決勝戦で対戦したオーストラリアの選手に得意の背負投を仕掛けると、体をまたがれて逆に腕挫十字固を掛けられ、「参った」をしなかった判断も仇となって肘の靭帯を断裂する大怪我を負ってしまった。
帰国後に出場を予定していた全日本新人体重別選手権大会は欠場を余儀なくされ、連覇を狙った3年次の全日本学生選手権大会もベスト8止まりであった。当初は「いつか治るだろう」と楽観的に考えていた左肘だが、靭帯を負傷した後遺症であらぬ方向へ揺れてしまい、ダンベルを用いた補強等で回復を試みるも改善せず、釣手が重要となる背負投を掛ける事が出来なくなっていた。
「背負の体勢に入る事が怖かった」と山本。以後の試合では、効果や有効によるポイントで勝つのが精一杯で、嘗て背負投の名手として名を馳せた栄光は過去のものになっていた。
それでも背負投を出せなくなった代わりに掬投や小内刈から連絡する巴投といった技を習得し、大学4年次には全日本学生選手権大会を制して再び学生王者となった。山本はこの頃の事を「他の技を覚えないと勝てないと思ったので覚えただけ」「結果的に肘を壊した事で技のレパートリーが増えた」と述懐している。
日本体育大学を卒業後は同大研究員となり、山梨県立日川高校の教員を経て、競技に専念するため再び日本体育大学の研究員となった。
24歳の頃から全日本の強化合宿へ参加するようになったが、山本と同じ軽軽量級のトップに1984年ロサンゼルス五輪金メダリストで国際経験の豊富な松岡義之がおり、山本は2年間、常に“松岡の補欠”という立場を余儀なくされた。
1985年9月の第14回世界選手権大会への選考会となる4月の講道館杯では、松岡との決勝戦で張り切り過ぎた山本が前に出た所を背負投で投げられてしまい敗れ、再び松岡と相見えた7月の全日本選抜体重別選手権大会決勝戦では、一進一退の攻防の末に両者ポイントがないまま旗判定となるも松岡に軍配が上がり、山本は世界選手権大会への出場は叶わなかった。
全日本の合宿では同じ苦しい練習メニューをこなしても、合宿が終われば代表に選ばれた選手はスポットライトを浴びて、2番手以下の選手は「ご苦労さん」の一言でお払い箱になるギャップを目の当たりにし、代表選手のみが出席できる壮行会が山本には眩しく見えて仕方なかった。「（実力差は紙一重でも）結局2番は2番、やはり勝負というのは1番を取らないと意味が無い」と述べる山本は、「松岡さえいなかったら...」という感情が生まれた時期さえあったという。
この頃、整体師となった高校時代の同級生からテーピングという施術を教えて貰った山本が実際に試した所、左肘の横揺れの怖さが解消され、嘗ての得意技である背負投をある程度は掛けれるようになった。また、飲まず食わずが当たり前だった当時の減量法についても「日本一を目指すなら、日本一の減量をした方が良い」とのアドバイスを受け、脂肪を燃焼させる方法を取り入れて、結果的に減量疲れで試合中にスタミナが切れる事は無くなった。
今となっては当たり前となっているコンディショニングだが当時はかなり先進的で、こうした創意工夫の甲斐もあり、山本は1986年には4月の講道館杯、7月の全日本選抜体重別選手権大会、11月の嘉納治五郎杯を立て続けに制し、ようやく軽軽量級における日本の第一人者に登り詰めた。
翌87年には講道館杯、全日本選抜体重別選手権大会で連覇を果たし、11月の第15回世界選手権大会に日本代表として選抜されると、大会2連覇を狙うソビエト連邦のユーリ・ソコロフとの決勝戦では、先に有効を取られたり腕拉十字固で極められるピンチもあったが、持ち前の勝負強さも相俟って最後には小外刈で技有を奪い返し優勝を果たした。小学生で柔道を習い始めてから約16年、27歳で終に世界王者となった。
1988年には講道館杯と全日本選抜体重別選手権大会とでそれぞれ3連覇を果たし、難無くソウル五輪の日本代表に選ばれるも、地元開催となる韓国の李璟根に金メダルを譲り、山本自身は銅メダルに終わった。翌89年の第16回世界選手権大会では上位進出ならず大会を終えている。1990年のグッドウィルゲームズへの出場を最後に、現役を引退した。
1994年には34歳の若さで母校・日本体育大学柔道部の監督を任せられ、200名近い部員数を抱える全国有数の強豪柔道部を率いる事となった。
山本は肘の怪我による挫折とその後の経験も踏まえ、技の幅を広げるべく学生達には敢えて得意技以外の研究する重要性を説き、雑誌のインタビューで「せっかく日体大を望んで入学してくれたのだから、後悔しない4年間を作ってあげたい」と語っている。
2001年6月の全日本学生優勝大会では下馬評を覆して優勝候補の東海大学を3-2で降し、大学関係者の応援席からは「日体」コールの後に「洋祐」コールが自然発生した。翌02年10月の同大会では3位入賞を果たしている。2013年には監督の座を同じく日体大OBの田辺勝に譲り、自身は総監督となった。
この間、大学の研究者としても「女子柔道選手の走能力」や「柔道選手の減量に関する調査」等の論文を共同で発表し、医学博士号を取得している。
また全日本柔道連盟でも指導者として尽力し、1996年4月から2000年9月まで女子強化コーチ、2000年9月から2008年9月まで男子強化コーチ、2012年9月から2016年9月まで強化副委員長を歴任した。アテネ五輪監督の斉藤仁とは同級生で、出身大学は違うがとても仲が良かったという。北京五輪では内柴正人のコーチとしてベンチで的確なアドバイスを送り、金メダル獲得に導いている。リオデジャネイロ五輪では日本柔道チームのリーダーを務めた。

## 主な戦績
- 1978年12月 - 全日本新人体重別選手権大会（軽軽量級） 2位
- 1979年4月 - 講道館杯（軽軽量級） 3位
- 1979年11月 - 全日本新人体重別選手権大会（軽軽量級） 優勝
- 1980年6月 - 全日本学生選手権大会（軽軽量級） 優勝
- 1981年4月 - 講道館杯（軽軽量級） 3位
- 1982年6月 - 正力杯全日本学生体重別選手権大会（軽軽量級） 優勝
- 1982年 - チェコ国際大会 2位
- 1983年1月 - 正力杯国際学生大会（軽軽量級） 優勝
- 1983年4月 - 講道館杯（軽軽量級） 2位
- 1983年7月 - 全日本選抜体重別選手権大会（軽軽量級） 2位
- 1984年4月 - アジア選手権大会（軽軽量級） 優勝
- 1984年5月 - 全日本選抜体重別選手権大会（軽軽量級） 3位
- 1984年 - フランス国際大会 優勝
- 1984年 - オーストリア国際大会 優勝
- 1985年4月 - 講道館杯（軽軽量級） 2位
- 1985年7月 - 全日本選抜体重別選手権大会（軽軽量級） 2位
- 1985年 - ソ連国際大会 3位
- 1986年4月 - 講道館杯（軽軽量級） 優勝
- 1986年7月 - 全日本選抜体重別選手権大会（軽軽量級） 優勝
- 1986年10月 - アジア大会（軽軽量級） 3位
- 1986年10~11月 - 嘉納治五郎杯（軽軽量級） 優勝
- 1987年4月 - 講道館杯（軽軽量級） 優勝
- 1987年7月 - 全日本選抜体重別選手権大会（軽軽量級） 優勝
- 1987年11月 - 世界選手権大会（軽軽量級） 優勝
- 1988年4月 - 講道館杯（軽軽量級） 優勝
- 1988年6月 - 全日本選抜体重別選手権大会（軽軽量級） 優勝
- 1988年9~10月 - ソウル五輪（軽軽量級） 3位
- 1989年7月 - 全日本選抜体重別選手権大会（軽軽量級） 2位
- 1989年 - ブルガリア国際大会 優勝
- 1990年8月 - グッドウィルゲームズ（軽軽量級） 3位